# سيوم تيسفاي
سيوم تيسفاي (19 ديسمبر 1989 بإثيوبيا - ) هو لاعب كرة قدم إثيوبي في مركز الدفاع. شارك مع منتخب إثيوبيا لكرة القدم. أما مع النوادي، فقد لعب مع نادي ديديبيت وEthio Electric S.C. ‏.

## وصلات خارجية
- سيوم تيسفاي على موقع قاعدة بيانات كرة القدم.إي يو (الإنجليزية)
- سيوم تيسفاي على موقع ناشيونال فوتبول تيمز (الإنجليزية)